# وسام كارل فالنتين
وسام كارل فالنتين هو ميدالية كرنفال سميت على اسم الممثل الكوميدي كارل فالنتين في ميونيخ، والتي منحتها جمعية كرنفال نارهالا في ميونيخ سنويًا في يناير منذ عام 1973. ومع ذلك، تم منح الطلب الأول في عام 1967 من قبل مدير متحف كارل فالنتين آنذاك، هانيس كونيغ. إنها تذهب إلى شخصية من السياسة أو الفن أو العلم أو الأدب أو الرياضة وهي جائزة، في رأي نارهالا، «الملاحظة الأكثر روح الدعابة أو العمق بمعنى كارل فالنتين، لخطاب أو عمل، من أجل اقتباس، أصبح متاحًا للعامة». من بين أوامر ماردي غرا، تنتمي إلى فئة الطلبات الخاصة.

## الحائزون على الوسام
الفائزون السابقون هم: 
| - 1973: فيرنر فينك - 1974: فيكو فون بولو (لوريوت). - 1975: سيجي سومر - 1976: غيرت فروب - 1977: فرانز جوزيف شتراوس - 1978: لويس ترينكر - 1979: أغسطس إيفردنج - 1980: برونو كريسكي - 1981: السير بيتر أوستينوف - 1982: هانز ديتريش جينشر - 1983: جورج لومير - 1984: هيلموت كول - 1985: افرايم كيشون - 1986: اميل شتاينبرغر - 1987: نوربرت بلوم - 1988: رودي كاريل - 1989: الكاردينال جوزيف راتزينجر - 1990: آين بردة - 1991: بيتر ويك - 1992: يورغن مولمان - 1993: هارالد جونكه - 1994: كورت فيلهلم - 1995: أوتو شينك - 1996: إدموند ستويبر - 1997: ماريو أدورف - 1998: سينتا برجر - 1999: كريستيان أودي | - 2000: رومان هيرزوغ - 2001: توماس جوتشالك - 2002: كريستيان هوربيغر - 2003: ألفريد بيوليك - 2004: فريتز ويبر - 2005: هيلموت ديتل - 2006: السير بيتر جوناس - 2007: ايريس بربين - 2008: غونتر بيكشتاين - 2009: هاب كيركلينغ - 2010: ماريا فورتوانجلر - 2011: مايكل هيربغ - 2012: فيتالي كليتشكو وفلاديمير كليتشكو - 2013: تيل شفايجر - 2014: هورست سيهوفر - 2015: هاينو - 2016: ميروسلاف نيميك وأودو واشتفيتل - 2017: ديتر رايتر - 2018: فيليب لام - 2019: أندرياس غابليير - 2020: ماركوس سودر - 2021: ديتر هالرفوردن |